# Neodimorphoceras
Neodimorphoceras – rodzaj głowonogów z wymarłej podgromady amonitów, z rzędu Goniatitida.
Żył na przełomie karbonu i permu.